# Nososticta coelestina
Nososticta coelestina – gatunek ważki z rodziny pióronogowatych (Platycnemididae).